# Anomobryum prostratum
Anomobryum prostratum là một loài Rêu trong họ Bryaceae. Loài này được (Müll. Hal.) Besch. mô tả khoa học đầu tiên năm 1872.